# James A. Long
James A. Long (* 27. August 1898 in York, Pennsylvania, USA; † 19. Juli 1971 in Kalifornien, USA) war ein US-amerikanischer Theosoph und Präsident der Theosophischen Gesellschaft Pasadena (TG-Pasadena).

## Leben
Long war Geschäftsmann und wurde während des Zweiten Weltkrieges Berater im Quartermaster Corps in Washington. Diese Abteilung der United States Army war für einen Teil der Nachschublieferungen und die dazugehörige Logistik zuständig. Nach Kriegsende arbeitete er für das US-Außenministerium und war 1946 Berater der US-Delegation bei den Vereinten Nationen.

### Der Theosoph

#### Wahl zum Präsidenten
1935 trat Long der Theosophischen Gesellschaft Point Loma (TGPL), so nannte sich die TG-Pasadena zu jener Zeit, bei. Dort wurde er 1939 unter Arthur L. Conger Generalsekretär der Amerikanischen Sektion der TGPL. Später wurde Conger Präsident der gesamten Organisation und bereits vor seinem Tod, am 19. Februar 1951, kam es zu einem Machtkampf um die Nachfolge Conger's. Dieser Kampf um die Führung wurde zwischen William Hartley und James Long ausgetragen. Obwohl Hartley bei der Abstimmung eine relative Mehrheit erreichte, endete die Wahl mit dem Sieg Long’s, der nun die Präsidentschaft der TG-Pasadena, die Gesellschaft war inzwischen nach Pasadena umgezogen, übernahm. Der genaue Ablauf der Wahl und die Gründe für diese Entscheidung, wurden bis heute nicht aufgeklärt.

#### Neuerliche Spaltung
Infolge dieser umstrittenen Wahl kam es, wieder einmal, zu einer Spaltung der TG-Pasadena durch das Ausscheiden der Holländischen Sektion unter ihrem Präsidenten D.J.P. Kok im Jahr 1951. Die Holländische Sektion anerkannte die (umstrittene) Wahl Long’s nicht, sondern sah William Hartley als den rechtmäßigen Präsidenten an. Damit wurden ab diesem Zeitpunkt auch alle Entscheidungen und Weichenstellungen der TG-Pasadena unter Long nicht ratifiziert. Dies kam de facto einem Austritt der Holländischen Sektion gleich und dabei blieb es auch. Damit nicht genug, schlossen sich dem holländischen Beispiel weitere TG-Pasadena-Logen auf der ganzen Welt an, dadurch weitete sich der Bruch aus und nahm schwerwiegende Ausmaße an. Zur Abgrenzung von der TG-Pasadena nannten sich die (de facto) ausgetretenen Logen Theosophische Gesellschaft Point Loma-Covina. Damit signalisieren sie, dass sie sich, im Gegensatz zu Pasadena, als die rechtmäßigen Nachfolger der Linie Blavatsky – Judge – Tingley – Purucker – Conger sahen (der zwischen Judge und Tingley kurz amtierende Präsident Ernest T. Hargrove wird allgemein gerne unterschlagen). Der Name Point Loma-Covina kam dabei deshalb zur Anwendung, da Tingley, Purucker und Conger ihr Hauptquartier in den Ortschaften Point Loma und später in Covina hatten. Diese Trennung, TG-Pasadena und TG-Point Loma-Covina, besteht bis heute.

#### Verdienste
Hervorzuheben sind seine Bemühungen um die Erweiterung der bestehenden theosophischen Bibliothek, des Theosophical Library Center, die jedoch erst nach seinem Tod 1972 eröffnet werden konnte. Er gründete 1951 die theosophische Zeitschrift Sunrise, die bis heute (2007) besteht und u. a. auch ins Deutsche übersetzt wird.

### Tod und Nachfolge
James Long starb am 19. Juli 1971 in Kalifornien, die Nachfolge bei der TG-Pasadena übernahm seine langjährige Sekretärin Grace F. Knoche.

## Werke
- Bewusstsein ohne Grenzen, der Mensch und die Lebensgesetze. Arkana-Verlag, Heidelberg 1971, ISBN 3-920042-05-0. (PDF; 900 kB)
- Aufsätze in der Zeitschrift Sunrise online